# Enric Casimir II de Nassau-Dietz
Enric Casimir II de Nassau-Dietz (en alemany Heinrich Kasimir II von Nassau-Dietz, i en frisó Hindrik Kasimir II fan Nassau-Dietz) va néixer a La Haia (Països Baixos) el 18 de gener de 1657 i va morir a Ljouwert el 25 de març de 1696. Fou un príncep frisó fill de Guillem Frederic (1613-1664) i d'Albertina Agnès d'Orange-Nassau (1634-1696).
Sota la regència de la seva mare va succeir el seu pare el (1664) com a Stadhouder de Frísia i de Groningen. El 1674 va iniciar la seva carrera militar a l'exèrcit d'infanteria. Els frisons van votar a favor de donar a Frísia un Stadhouder hereditari de la Casa de Nassau-Dietz, de manera que a partir de 1677 va governar amb plena autonomia els seus dominis.
Enemistat amb el seu cosí Guillem III d'Orange-Nassau, durant la guerra amb França (1672-1688), va rebutjar-ne l'autoritat i va encetar les negociacions per separat amb el rei Lluís XIV de França. El 1689 va ser nomenat general de brigada, i va participar en les batalles de Fiennes i de Steinkirk, el 3 d'agost de 1692, en contra de Lliga d'Augsburg.

## Matrimoni i fills
El 26 de novembre de 1683 es va casar amb Enriqueta Amàlia d'Anhalt-Dessau (1666-1726), filla del príncep Joan Jordi II d'Anhalt-Dessau (1627-1693) i d'Enriqueta Caterina de Nassau (1637-1708). El matrimoni va tenir nou fills: 
- Guillem (1685-1686)
- Enriqueta (1686-1754)
- Joan Guillem (1687-1711), príncep d'Orange casat amb Maria Lluïsa de Hessen-Kassel (1688-1765).
- Amàlia (1689-1711)
- Sofia (1690-1734), casada amb el duc Carles II de Mecklenburg-Schwerin (1678-1747)
- Elisabet (1692-1757), casada amb el príncep Cristià de Nassau-Dillenbourg (1688-1739)
- Joana (1693-1755)
- Lluïsa (1695-1765)
- Enriqueta (1696-1736)